# 成蕙琅
成蕙琅（1935年1月20日—），朝鮮作家，是朝鮮已故最高領袖金正日之情妇成蕙琳的姐姐。其父是日据时期朝鲜半岛南部富裕的地主階層，後因信仰共產主義二战后移居朝鮮，其母是朝鮮官方報刊《勞動新聞》的編輯。畢業於金日成綜合大學。
而由于對北韓制度不滿，1982年成蕙琅舉家開始逃至韓國。其子李漢英先於1982年脫北，其他的兒女也在十年內先后逃離。1995年，李漢英成功聯絡到成蕙琅，並協助她與其妹離開朝鮮，最終她於1996年2月成功逃脫。現居住於歐洲。